# Жамайтско възвишение
Жамайтското възвишение (на литовски: Žemaičiu aukštuma; на руски: Жямайтская возвышенность) е обширно възвишение в западната част на Източноевропейската равнина, разположено на територията на Литва. Простира се в западната част на страната в басейните на реките Вента, Юра, Миния и Дубиса, водещи началото си от него. Средна надморска височина 120 – 150 m, максимална — връх Мядвегалис 234 m, 55°37′43″ с. ш. 22°23′14″ и. д. / 55.628611° с. ш. 22.387222° и. д., разположен на около 15 km южно от град Варняй. Изградено е от триаски, юрски и кредни глини и мергели, с повърхностно развити антропогенни моренно-глинести наслаги и древноезерни и флувиоглациални отложения. Характерен е изгладения моренно-хълмист релеф. Има много езера – Платялю, Лукиштас и др. Почти цялостно е покрито с иглолистни и смесени гори, ливади и пасища.

## Топографска карта
- N-34-Б М 1:500000[2]